# Verena Weidner
Verena Weidner ist eine deutsche Musikdidaktikerin.

## Leben
Sie studierte Schulmusik und Musiktheorie an der Hochschule für Musik und Theater München und Philosophie an der FernUniversität in Hagen sowie der Hochschule für Philosophie in München. Nach dem Vorbereitungsdienst in Hamburg für das Lehramt an Gymnasien mit den Fächern Musik und Philosophie und der Promotion an der Universität Hamburg 2015 ist sie seit 2019 Professorin für Musik und ihre Didaktik an der Erziehungswissenschaftlichen Fakultät der Universität Erfurt.

## Schriften (Auswahl)
- Musikpädagogik und Musiktheorie. Systemtheoretische Beobachtungen einer problematischen Beziehung. Münster 2015, ISBN 978-3-8309-3168-3.
- mit Christian Rolle (Hg.): Praxen und Diskurse aus Sicht musikpädagogischer Forschung. Münster 2019, ISBN 978-3-8309-4048-7.